# Conrad III de Fribourg
Conrad III de Fribourg, né à une date inconnue et mort le 10 juillet 1350, est un comte de Fribourg-en-Brisgau.

## Biographie
En 1316 il renouvelle le droit des habitants de Fribourg d'élire leurs magistrats.

## Mariage et succession
Il épouse en premières noces le 9 juillet 1290 Catherine, (? - 13 mars 1316), dame de Romont, fille de Ferry III de Lorraine et de Marguerite de Champagne, puis en secondes noces en 1330 Anne, (? - 30 mars 1330), fille d'Ulrich de Signau et d'Anastasia von Buchegg. De son premier mariage il a :
- Frédéric[4], (1316 Fribourg[5] - 09 novembre 1356/57), comte de Fribourg en association avec Egon III ci-après : il épouse en premières noces en 1331 Anne, (? - 28 février 1331), fille de Rodolphe de Hachberg-Sausenberg et de Bénédicte/Agnès de Rothelin, puis en secondes noces en 1334 Mahaut, fille de Gauthier II de Montfaucon et de Mathilde de Chaussin. De son premier mariage il a Clara, (? - après le 29 mars 1371), comtesse de Fribourg, dame de Lichteneck (Kenzingen) (de), qui épouse en 1340 Gottfried (Geoffroy) II de Tübingen,
- Conrad, prieur de Fribourg en 1347,
- Egon III de Fribourg qui lui succède.

## Sources
- Nicolas Viton de Saint-Allais, L'Art de vérifier les dates des faits historiques, des chartes, des chroniques et autres anciens monuments, depuis la naissance de Notre-Seigneur, par le moyen d'une table chronologique, 1819 (lire en ligne), p. 65 à 67
- Julius Kindler von Knobloch, Oberbadisches Geschlechterbuch, Heidelberg, Carl Winter's Universitätsbuchhandlung, 1894 (lire en ligne), p. 388 et 399

- Médiéval Généalogie
- Geneall, Graf von Freiburg
- Fabpedigree, Freiburg
- Roglo, Grf von Freiburg